# Capanna Punta Penia
Capanna Punta Penia è un rifugio alpino situato nel comune di Canazei a 3340 m s.l.m. sulla vetta del gruppo della Marmolada, a cavallo fra Trentino-Alto Adige e Veneto, presso la cima della Punta Penia.

## Storia
La Capanna Punta Penia fu costruita, in legno ricoperto di alluminio, da una guida alpina di Alba di Canazei verso la fine degli anni 1940 riutilizzando i resti di una vecchia postazione austro-ungarica della prima guerra mondiale. 
Negli anni successivi, la capanna spartana fu ampliata più volte. Fino agli anni '80, la Capanna Punta Penia non offriva posti letto. 
Il rifugio è stato anche danneggiato durante la tempesta Vaia di fine ottobre 2018, durante la quale sono state misurate raffiche di oltre 200 km/h nella stazione di misurazione di Punta Rocca a poche centinaia di metri di distanza.

## Caratteristiche
È il rifugio più alto delle Dolomiti e si trova pochi metri sotto Punta Penia, che si trova a nord-est del rifugio, la vetta più alta delle Dolomiti con i suoi 3343 metri. Il rifugio non è riscaldato ed è più simile a una capanna di bivacco e dispone di una piccola cucina, di una sala da pranzo e di posti letto. Il rifugio, assicurato con corde d'acciaio, si trova direttamente sopra l'abisso della parete sud della Marmolada, profonda circa 800 metri.
Una variante dell'Alta via n. 2 passa per il rifugio e la via ferrata della Marmolada, una delle vie ferrate più antiche d'Italia e al mondo, che da Forcella Marmolada conduce lungo la cresta ovest della Marmolada. 
Il rifugio, aperto nei mesi estivi, è raggiungibile, con adeguata preparazione e attrezzatura alpinistica, da nord lungo il ghiacciaio, con la via ferrata da ovest, o scalando la parete sud.